# Southern Partisan
Southern Partisan ist ein stark konservatives politisches Magazin in den Vereinigten Staaten, das eine rechtsgerichtete, revisionistische Sichtweise auf die Geschichte der Südstaaten vertritt. Es wird in Columbia, South Carolina veröffentlicht und erscheint seit 2009 nur noch als Online-Publikation.
Das Magazin wurde 1979 gegründet und fokussiert sich auf die Südstaaten der USA sowie auf die US-Bundesstaaten, die vor 1865 Mitglied der Konföderierten Staaten waren. Das Magazin propagiert häufig eine revisionistische Darstellung der Geschichte des Südens, insbesondere in Bezug auf den Sezessionskrieg und die Rolle der Sklaverei.
Erster Herausgeber war der rechte katholische Publizist Thomas Fleming. Das Southern Poverty Law Center (SPLC) bezeichnete das Magazin als „wichtigstes neo-konföderales Periodikum“ in den Vereinigten Staaten. Das Magazin ist ein zentrales Sprachrohr für die neo-konföderate Bewegung und befürwortet Revisionismus, der die Geschichte des Südens in ein positives Licht rückt, während der Einfluss von Rassismus und Sklaverei heruntergespielt wird.